# Layla and Other Assorted Love Songs
Layla and Other Assorted Love Songs —en español: Layla y otras diversas canciones de amor— es el primer y único álbum de estudio del grupo Derek and the Dominos, publicado por las compañías discográficas Atco y Polydor Records en noviembre de 1970. El álbum, que incluyó los sencillos «Layla» y «Bell Bottom Blues», es ampliamente considerado por la prensa musical como uno de los mejores trabajos de Eric Clapton y contó con la colaboración del teclista Bobby Whitlock, el baterista Jim Gordon y el bajista Carl Radle. Además, incluyó la participación de Duane Allman, guitarrista de The Allman Brothers Band, en once de las catorce canciones.
Tras su publicación, Layla and Other Assorted Love Songs obtuvo buenas críticas de la prensa musical y un éxito comercial moderado. El crítico Robert Christgau lo situó como el tercer mejor álbum de la década de 1970. Alcanzó el puesto dieciséis en la lista de álbumes pop de Billboard y fue certificado disco de oro al superar el medio millón de copias vendidas en el país. Con motivo de sucesivas reediciones, el álbum volvió a entrar varias veces en la lista Billboard, y en 2011 alcanzó la posición 68 en la lista británica de discos más vendidos.
En 2000, Layla and Other Assorted Love Songs fue introducido en el Salón de la Fama de los Grammy. En 2003, la cadena de televisión VH1 lo situó en el puesto 89 de la lista de los mejores discos de todos los tiempos, mientras que la revista Rolling Stone lo ubicó en el puesto 115 de la lista de los 500 mejores álbumes de todos los tiempos. En 2012, la reedición de Layla and Other Assorted Love Songs en formato superdeluxe obtuvo un Grammy al mejor álbum con sonido envolvente.
En el 2020 el álbum fue ubicado en el puesto 226 de la lista de los 500 mejores álbumes de todos los tiempos, de la revista Rolling Stone.

## Trasfondo

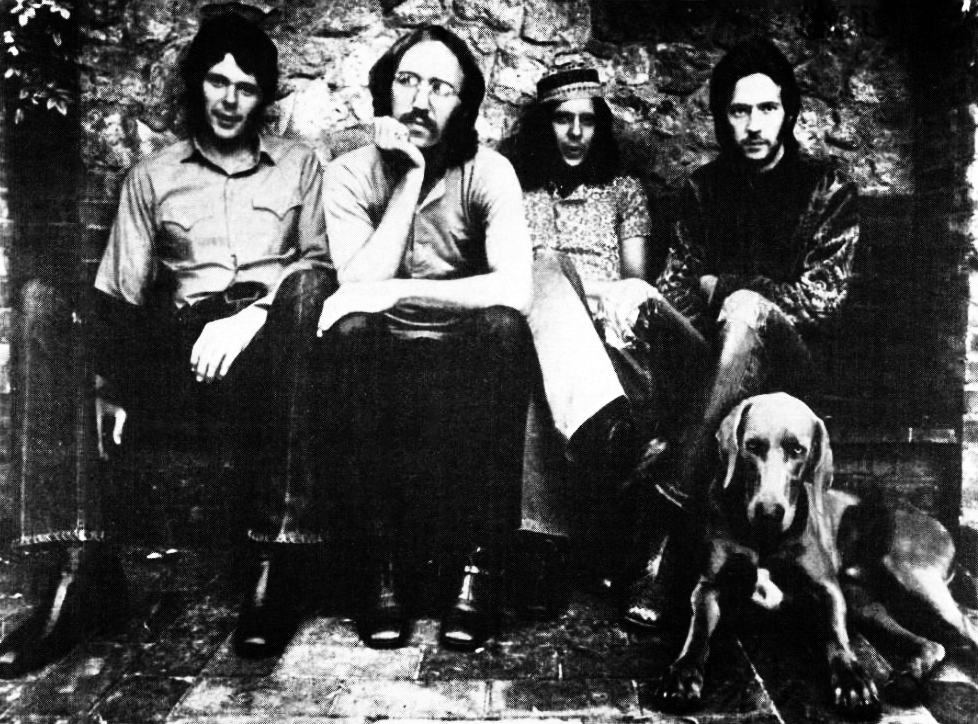
El grupo Derek and the Dominos en 1971

El grupo Derek and the Dominos fue creado a raíz de la frustración del guitarrista Eric Clapton con los supergrupos Cream y Blind Faith. Tras la disolución de Blind Faith, Clapton se unió a Delaney & Bonnie, a quienes conoció como teloneros de Blind Faith en una gira por los Estados Unidos durante el verano de 1969. Tras el fin de Delaney & Bonnie, Bobby Whitlock viajó con Clapton a Surrey, Inglaterra y pasó dos semanas en abril de 1970 componiendo varias canciones «para tener algo que tocar», según las palabras del músico. Durante las dos primeras semanas, Clapton y Whitlock escribieron canciones como «Anyday» y «Tell the Truth», incluidas en Layla, y colaboraron en el álbum de George Harrison All Things Must Pass.
Después de tocar en el grupo de Joe Cocker, Carl Radle y Jim Gordon viajaron a Inglaterra para unirse a Clapton y a Whitcock. El grupo, con el fin de evitar la atención de la prensa, tocó con el nombre de Derek and the Dominos en varios clubes de Gran Bretaña durante tres semanas de agosto. El nombre del grupo, surgido de una malinterpretación del nombre provisional Eric & The Dynamos, fue cambiado por el definitivo porque Clapton no quería que su nombre figurase en él. Cuando la gira terminó, el grupo viajó a Miami para grabar un álbum en los Criteria Studios.[cita requerida]
El origen de «Layla», la pieza central del álbum, se basó en la vida personal de Clapton, quien durante la época se había encaprichado de Pattie Boyd, la esposa de Harrison, y había comenzado a consumir heroína, con un consiguiente deterioro de su salud. Dave Marsh, autor de The Rolling Stone Illustrated History of Rock and Roll, comentó al respecto: «Hay pocos momentos en el repertorio del rock grabado donde un cantante o un compositor ha llegado tan profundamente dentro de sí mismo que el efecto de oírlos es similar al de presenciar un asesinato o un suicidio... para mí, "Layla" es el mayor de ellos».

## Unión de Duane Allman
Un acontecimiento fortuito juntó a Eric Clapton y a Duane Allman poco después de comenzar la grabación de Layla en los Criteria Studios en agosto de 1970. El productor Tom Dowd había estado trabajando en Idlewild South, el segundo álbum de The Allman Brothers Band, cuando Clapton le llamó para avisarle de que quería grabar en los Criteria. Después de escucharlo, Allman comentó que le gustaría pasarse por ahí y mirar si Clapton lo aprobaba.
Allman volvió a llamar a Dowd para hacerle saber que su grupo iba a ofrecer un concierto benéfico el 26 de agosto. Cuando Clapton se enteró, insistió en ir a verlos y comentó: «¿Te refieres a ese tipo que toca en [la versión de Wilson Pickett de] "Hey Jude"? Quiero verle tocar. Vamos». Según relató el biógrafo Randy Poe: «Clapton consiguió un asiento delante de la valla que separa el escenario y el público. Cuando se sentaron, Allman estaba tocando un solo. Cuando se dio la vuelta y abrió los ojos y vio a Clapton, se quedó paralizado. Dickey Betts, el otro guitarrista de los Allman, lo tomó donde Duane lo dejó, pero cuando siguió la mirada de Allman a Clapton, tuvo que darle la espalda para evitar congelarse».
Después del concierto, Allman preguntó si podía pasar por el estudio para ver algunas sesiones, pero Clapton se adelantó y le invitó a tocar, diciendo: «Traete tu guitarra, ¡tienes que tocar!». Clapton también le solicitó que se uniera al grupo, pero Allman lo rechazó, ya que quería continuar su trabajo con The Allman Brothers Band. Clapton reconoció en The Autobiography que ambos se convirtieron en inseparables y lo definió como el «hermano musical que nunca tuve, pero siempre deseé».

## Grabación

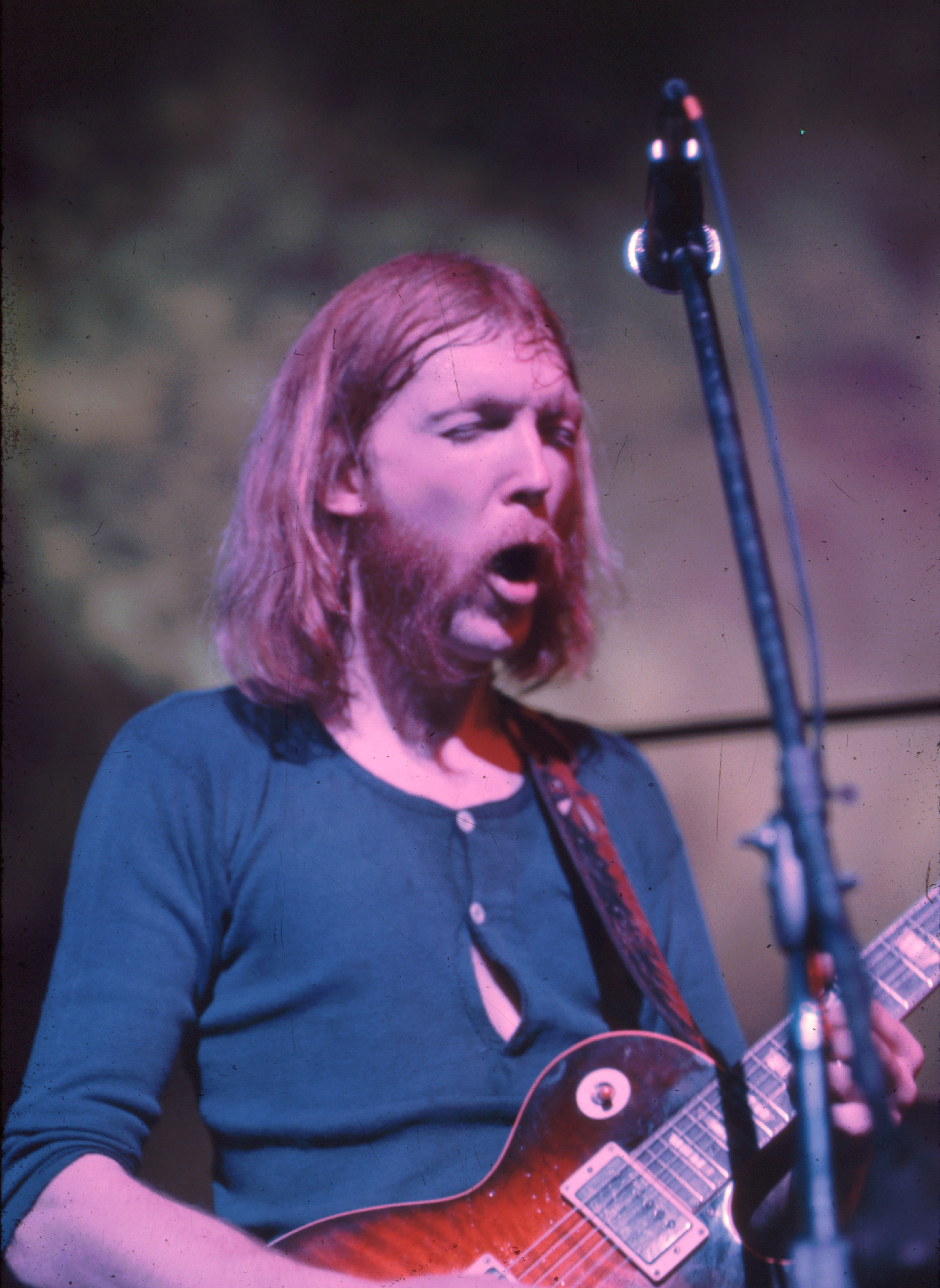
Duane Allman, guitarrista de The Allman Brothers Band, participó en once de las catorce canciones de Layla

La mayoría de las canciones de Layla and Other Assorted Love Songs fueron producto de la colaboración entre Eric Clapton y Bobby Whitlock durante dos semanas en Surrey. Clapton y Whitlock coescribieron «I Looked Away», «Keep on Growing», «Anyday», «Tell the Truth» y «Why Does Love Got to Be So Sad», mientras que el primero también contribuyó con tres composiciones propias: «I Am Yours» —basada en un poema de Nizami Ganjavi—, «Bell Bottom Blues» —a la que Whitlock también afirma haber contribuido— y «Layla» —con una coda acreditada a Jim Gordon—. Además de nueve composiciones recientes, el álbum incluyó también cinco versiones de otros artistas. Durante la grabación, Clapton utilizó un amplificador de guitarra Fender Champ de cinco vatios.
«Tell the Truth» fue inicialmente grabada en junio de 1970 con Phil Spector, productor del álbum de George Harrison All Things Must Pass. Sin embargo, según Whitlock, el muro de sonido de Spector no encajaba con el estilo del grupo e intentaron retirar una posible publicación de la grabación original como sencillo, finalmente editada en 1970. El 28 de agosto, volvieron a grabar «Tell the Truth» junto con Duane Allman como una larga improvisación más lenta con respecto a la original. La versión publicada en Layla combinó las pistas de voz originales con la música grabada en los Criteria Studios. Ambas versiones fueron recopiladas en el álbum The History of Eric Clapton en 1972.
«Layla» incluyó dos movimientos, cada uno de ellos marcado por un riff, el primero de guitarra eléctrica y el segundo de piano. El primero, tocado por Allman, simula una adaptación de la melodía vocal de Albert King en la canción «As the Years Go Passing By», incluida en el álbum Born Under a Bad Sign. El segundo, comúnmente llamado la «coda», es la contribución de Jim Gordon al piano, aumentada por una guitarra acústica y un último solo de guitarra. Aunque solo Gordon fue acreditado como compositor de la coda, según Whitlock, «Jim tomó esa melodía de su exnovia Rita Coolidge. Lo sé porque en los días de Delaney & Bonnie vivía en la vieja casa de John Garfield y ahí había una casa de invitados con un piano vertical. Rita y Jim estaban ahí y me invitaron a unirme a escribir esta canción que ellos llamaron "Time". Su hermana Priscilla terminó grabándola con Booker T. Jones... Jim tomó la melodía de la canción de Rita y no la acreditó».
El último tema del álbum, «Thorn Tree in the Garden», fue «la perfecta grabación en estéreo», según Dowd. Para la grabación, Whitlock, Clapton, Allman, Radle y Gordon se sentaron en círculo en el estudio, con los micrófonos situados en el interior del círculo, y tocaron en directo.
Por otra parte, Layla and Other Assorted Love Songs también incluyó clásicos del blues como «Nobody Knows You When You're Down and Out» —popularizada por Bessie Smith en 1923—, «Have You Ever Loved a Woman» —de Big Bill Broonzy— y «Key to the Highway», así como sendas versiones del tema de Jimi Hendrix «Little Wing» y de la canción de Chuck Willis «It's Too Late». Según Dowd, la grabación de «Key to the Highway» no estaba planeada, y fue realizada después de que la banda escuchase a Sam Samudio versionar la canción en otra habitación del mismo estudio para su álbum Hard and Heavy. En palabras del productor, al grupo le gustó la versión y comenzaron a tocarla espontáneamente, sin ensayos y sin avisarle de que querían grabar, por lo que Dowd dijo a los ingenieros de sonido que pusiesen una cinta para grabarla, razón por la cual la versión de Derek and the Dominos empieza con un fade in.[cita requerida]

## Diseño de portada
La portada de Layla and Other Assorted Love Songs es una reproducción de una pintura de Théodore Émile Frandsen de Schomberg titulada La Fille au Bouquet. Clapton vio por primera vez la pintura en la casa de Giorgio Gomelsky en el sur de Francia, cuando Derek and the Dominos viajaron al país en agosto de 1970, y observó de inmediato una semejanza entre la mujer rubia de la imagen y Pattie Boyd. Clapton insistió en que la imagen de Frandsen de Schomberg fuese usada en la portada de Layla, sin sobreescribir el nombre del grupo ni el título del álbum.

## Publicación y recepción
Atco Records publicó Layla and Other Assorted Love Songs en noviembre de 1970 en los Estados Unidos, con una edición retrasada en el Reino Unido hasta el mes siguiente. El álbum no logró entrar en la lista de discos más vendidos del Reino Unido, mientras que en los Estados Unidos llegó al puesto 16 de la lista de álbumes pop de Billboard. El 26 de agosto de 1971, la RIAA certificó el álbum como disco de platino al superar el medio millón de copias vendidas en el país. A pesar del logro, Layla fue señalado por autores como Harry Shapiro y Jan Reid como un fracaso comercial. El productor Tom Dowd lamentó la dificultad a la hora de conseguir que las canciones fuesen emitidas en la radio estadounidense, mientras que Shapiro atribuyó su falta de éxito a la escasa promoción de la discográfica en el Reino Unido. Preocupados de que la prensa y el público desconocieran la participación de Eric Clapton en el grupo, Atco y Polydor distribuyeron chapas con la leyenda: «Derek is Eric».[cita requerida]
Shapiro también escribió que Layla and Other Assorted Love Songs fue un fracaso de crítica y señaló: «Al igual que con el primer álbum en solitario de Eric, a los críticos les gustaban las guitarras ardientes... pero consideraban las baladas poco más que pelusa». En su crítica para Melody Maker, Roy Hollingworth comentó que las canciones oscilaban «entre lo magnífico y el aburrimiento total» y especificó: «Tenemos el "Little Wing" de Jimi Hendrix tocado con tanta belleza que Jimi seguramente habría aplaudido hasta que sus manos sangrasen, y luego tenemos "I Am Yours"... un bossa nova en direcciones lamentables». Aunque identificó porciones de «trabajo vocal bastante atroz», Hollingworth consideró Layla «mucho más musical que Eric Clapton». En una reseña más favorable, Ed Leimbacher de Rolling Stone notó la presencia de canciones de relleno en el álbum, pero añadió que «lo que queda es lo que esperas de la conjunción del estilo de Eric, de la sección rítmica de Delaney & Bonnie y de la fuerza de las habilidades de sesión de Allman». Leimbacher encontró la voz de Clapton «al menos siempre adecuada, y a veces bastante buena» y concluyó su crítica diciendo: «Olvídate de las indulgencias y de los rellenos. Aun así sigue siendo un gran álbum».
Robert Christgau, en su crítica para Village Voice, otorgó al álbum una calificación de A. Felicitó el contraste entre la «precisión de la guitarra de Clapton y el rock relajado de Allman/Whitlock/Radle/Gordon» y añadió: «A pesar de que tiene el aspecto de una sesión de estudio perezosa, descuidada y codiciosa, creo que puede ser la grabación más consistente de Eric Clapton... Uno de esos raros casos en el que los músicos se unen con ánimo de lucro y para pasarlo bien y salen con un sonido maduro y original». En una reseña de 1972, Ed Naha de la revista Circus calificó el álbum como «una increíble colección de canciones de Clapton» y añadió: «Clapton brilla una vez más como el sumo sacerdote de la guitarra en el rock».

## En directo
Derek and the Dominos salieron de gira para promocionar Layla y ofrecieron conciertos entre noviembre y diciembre de 1970, recogidos en el álbum en directo In Concert. Duane Allman no salió de gira con el grupo, pero colaboró con ellos en tres conciertos: el 1 de diciembre de 1970 en el Curtis Hixon Hall de Tampa (Florida), al día siguiente en el Onondaga County War Memorial, y el 20 de noviembre en el Santa Monica Civic Auditorium de Santa Mónica (California).[cita requerida]
Eric Clapton continuó tocando la canción «Layla» en directo con frecuencia a lo largo de los años, además de otros temas del álbum como «Bell Bottom Blues» y «Key to the Highway». En 2006, con motivo de la gira de promoción de The Road to Escondido, Clapton salió de gira con Derek Trucks. Clapton comentó que la presencia de Trucks en su grupo le hacía sentir como si estuviera tocando de nuevo con Derek and the Dominos, y a medida que la gira avanzó, el repertorio introdujo en su primera parte canciones del álbum Layla and Other Assorted Love Songs.

## Reediciones
Layla and Other Assorted Love Songs ha sido reeditado en CD en numerosas ocasiones. La primera edición en CD fue publicada por RSO Records en 1983 y manufacturada en Japón como un disco doble, debido a que sus 77 minutos de duración no cabían en un solo disco, limitado a 74 minutos. El primer CD incluyó siseos en las canciones debido a que fue masterizado a partir de cintas que no procedían de las grabaciones originales de 1970. Debido a la baja calidad del sonido, se produjo al menos un intento más a la hora de publicar el álbum durante la década de 1980.
El 18 de septiembre de 1990, en conmemoración del vigésimo aniversario del álbum, Polydor Records publicó una versión deluxe del álbum. La publicación fue realizada en formato de caja recopilatoria con tres discos bajo el título The Layla Sessions: 20th Anniversary Edition. El primero incluyó el álbum original, remezclado y remasterizado en estéreo a partir de las cintas analógicas originales, mientras que los otros dos discos incluyeron canciones descartadas de las sesiones, incluyendo improvisaciones musicales de la noche en que Eric Clapton y Duane Allman se conocieron.[cita requerida] La nueva mezcla de Layla incluyó cambios en la configuración del sonido, con el bajo emplazado en el centro en lugar de en el canal derecho o al izquierdo.[cita requerida]
El 15 de septiembre de 1993, Mobile Fidelity Sound Lab (MFSL) publicó una edición limitada en oro de 24 kilates con un sonido remasterizado a 20 bits. El 20 de agosto de 1996, como parte de la serie Eric Clapton Remasters, Polydor reeditó el álbum con un sonido similar al de la versión de MFSL. El 9 de noviembre de 2004, Polydor volvió a editar una versión remasterizada de Layla and Other Assorted Love Songs en CD y SACD con un sonido 5.1. En 2011, con motivo del 40.º aniversario de su publicación original, Universal Music reeditó Layla and Other Assorted Love Songs en dos versiones: una edición deluxe de dos CD con cinco temas inéditos («It's Too Late», «Got to Get Better in a Little While», «Matchbox» y «Blues Power») y una jam session de «Got To Better In A Little While»; y una edición superdeluxe con un DVD-A en sonido 5.1, un doble CD con el álbum In Concert, un doble LP con el álbum original, un libro de tapa dura y otros extras.

## Lista de canciones
| Cara A |                                             |                              |          |  |
| N.º    | Título                                      | Escritor(es)                 | Duración |  |
| 1.     | «I Looked Away»                             | Eric Clapton, Bobby Whitlock | 3:05     |  |
| 2.     | «Bell Bottom Blues»                         | Clapton                      | 5:05     |  |
| 3.     | «Keep On Growing»                           | Clapton, Whitlock            | 6:21     |  |
| 4.     | «Nobody Knows You When You're Down and Out» | Jimmy Cox                    | 4:57     |  |

| Cara B |                      |                               |          |  |
| N.º    | Título               | Escritor(es)                  | Duración |  |
| 5.     | «I Am Yours»         | Clapton, Nizami               | 3:34     |  |
| 6.     | «Anyday»             | Clapton, Whitlock             | 6:35     |  |
| 7.     | «Key to the Highway» | Charles Segar, Willie Broonzy | 9:40     |  |

| Cara C |                                   |                   |          |  |
| N.º    | Título                            | Escritor(es)      | Duración |  |
| 8.     | «Tell the Truth»                  | Clapton, Whitlock | 6:39     |  |
| 9.     | «Why Does Love Got to Be So Sad?» | Clapton, Whitlock | 4:41     |  |
| 10.    | «Have You Ever Loved a Woman»     | Billy Myles       | 6:52     |  |

| Cara D |                            |                     |          |  |
| N.º    | Título                     | Escritor(es)        | Duración |  |
| 11.    | «Little Wing»              | Jimi Hendrix        | 5:33     |  |
| 12.    | «It's Too Late»            | Chuck Willis        | 3:47     |  |
| 13.    | «Layla»                    | Clapton, Jim Gordon | 7:05     |  |
| 14.    | «Thorn Tree in the Garden» | Whitlock            | 2:53     |  |

## Personal
| Músicos - Eric Clapton: guitarras y voz - Bobby Whitlock: órgano, piano, guitarra acústica y voz - Jim Gordon: piano, batería y percusión - Carl Radle: bajo y percusión - Duane Allman: guitarra slide y guitarra principal (excepto en «I Looked Away», «Bell Bottom Blues» y «Keep on Growing») - Albhy Galuten: piano | Equipo técnico - Tom Dowd: productor musical - Ron Albert: ingeniero de sonido - Chuck Kirkpatrick: ingeniero de sonido - Howie Albert: ingeniero de sonido - Carl Richardson: ingeniero de sonido - Mac Emmerman: ingeniero de sonido - Dennis M. Drake: masterización - Emile Théodore Frandsen de Schomberg: dibujo de portada ("La Fille au Bouquet") |

## Posición en listas
| Año  | País           | Lista                | Posición |
| ---- | -------------- | -------------------- | -------- |
| 1970 | Estados Unidos | Billboard 200        | 16       |
| 2011 | Alemania       | Media Control Charts | 69       |
| 2011 | Estados Unidos | Billboard 200        | 131      |
| 2011 | Estados Unidos | Top Pop Catalog      | 19       |
| 2011 | Reino Unido    | UK Albums Chart      | 68       |

| Sencillo            | País           | Lista             | Posición |
| ------------------- | -------------- | ----------------- | -------- |
| «Layla»             | Estados Unidos | Billboard Hot 100 | 10       |
| «Layla»             | Reino Unido    | UK Singles Chart  | 7        |
| «Bell Bottom Blues» | Estados Unidos | Billboard Hot 100 | 78       |

## Certificaciones
| País           | Organismo certificador | Certificación | Ventas certificadas | Ref.  |
| -------------- | ---------------------- | ------------- | ------------------- | ----- |
| Estados Unidos | RIAA                   | Oro           | 500 000             | [ 4 ] |
| Reino Unido    | BPI                    | Plata         | 60 000              | [ 5 ] |